# Jacopo Strada

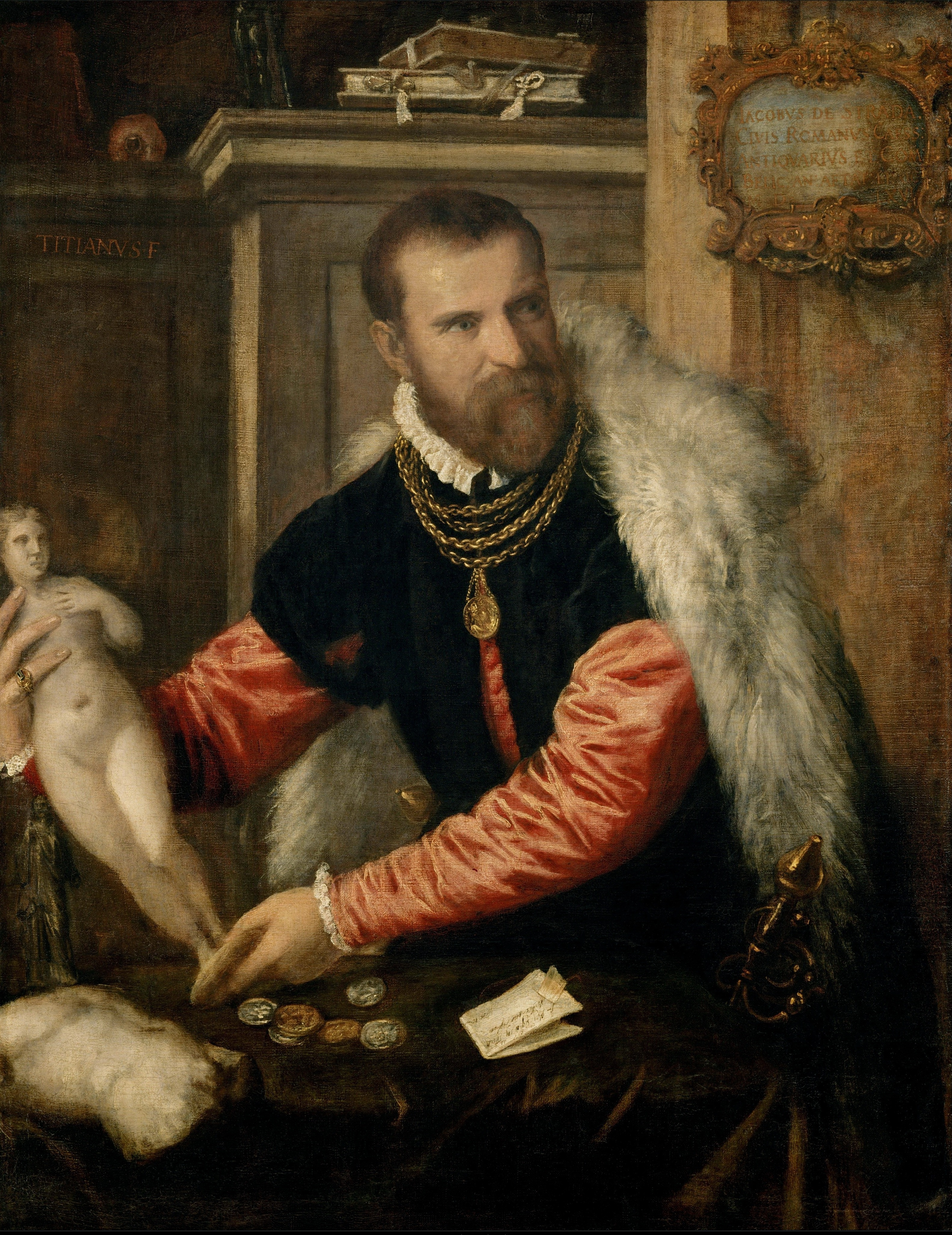
Jacopo Strada, portret geschilderd door Titiaan

Jacopo Strada (Mantua, 1515 - Wenen, 1588) was een Italiaans geleerde, architect en kunsthandelaar.
Jacopo Strada studeerde voor goudsmid in het atelier van Giulio Romano in Mantua. Tot 1546 was hij werkzaam als kunstenaar en goudsmid in Neurenberg. Van 1552 tot 1555 verbleef hij in Lyon en daarna trad hij in dienst van paus Pius III, van 1550 tot 1555. In deze periode verhuisde hij naar Rome. Toen Pius III stierf kwam Strada in dienst van diens opvolger Marcellus II, welke enkele maanden later ook overleed. Strada keerde vervolgens terug naar Duitsland. In 1556 kwam hij aan het Habsburgse hof in dienst van keizer Ferdinand I, als deskundige op het gebied van kunst en antieke voorwerpen. Strada beheerde de verzamelingen van de Habsburgers en trad op als adviseur bij aankopen. In 1564 overleed Ferdinand en kwam Jacopo Strada in dienst van diens opvolger Maximiliaan II. Strada was behalve goudsmid ook schilder, uitvinder, architect, en linguïst. Strada had tevens veel verstand van munten en schreef verscheidene boeken over dit onderwerp.
Aan het hof van de Habsburgers had hij een voorname positie. Op het hoogtepunt van zijn carrière kon hij het zich veroorloven zijn portret te laten schilderen door de beroemde Titiaan. In een tekst op het portret van Titiaan wordt Strada antiquarius genoemd.
Gedurende zijn carrière bestudeerde hij kunst en verschillende wetenschappen, en vormde zich zo tot een homo universalis, een veelzijdig geleerde en kunstenaar.

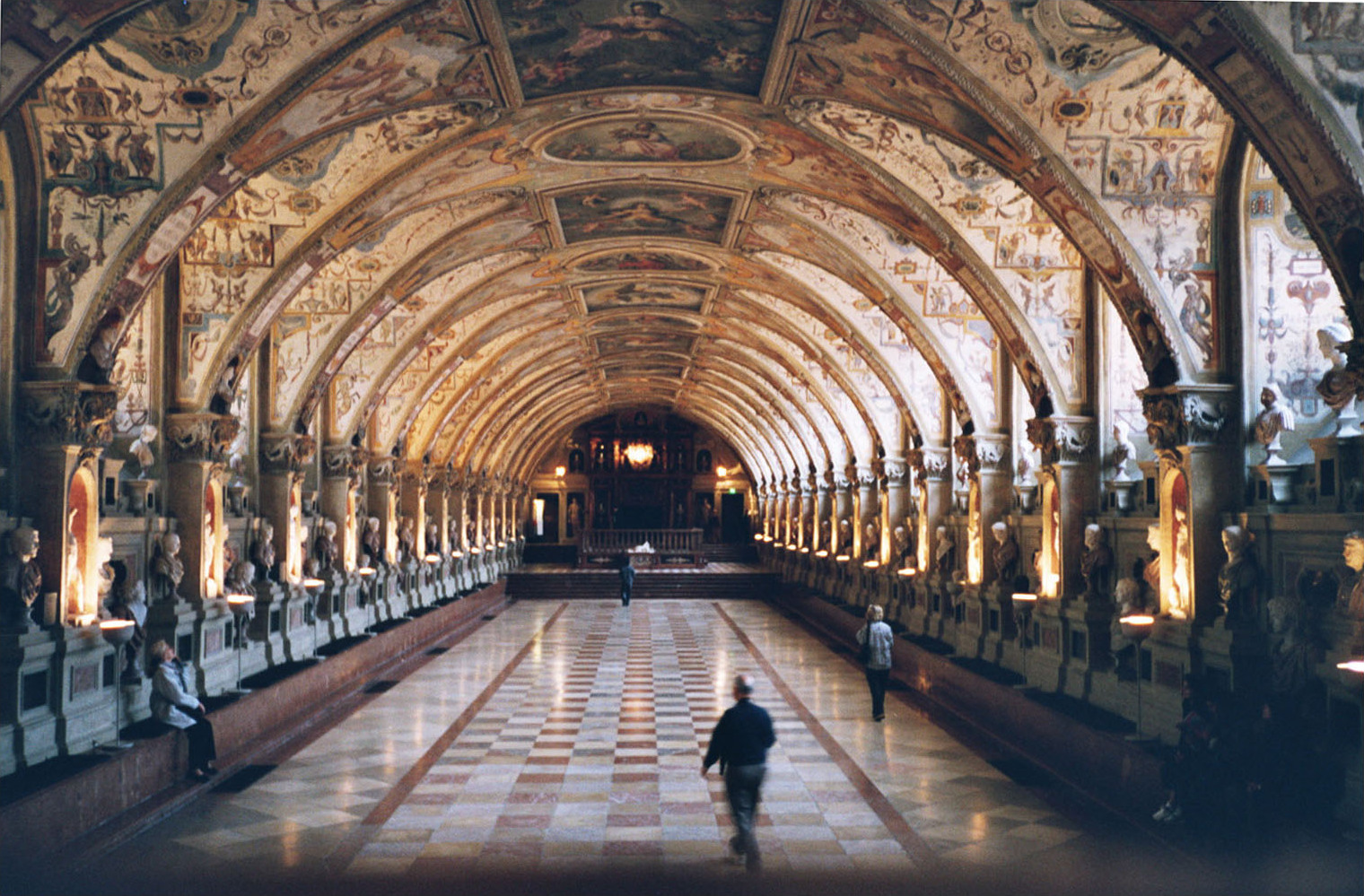
Het Antiquarium in München

Als architect is Strada bekend van zijn ontwerpen van het Antiquarium in München en het Neugebäude in Wenen-Simmering, die worden gerekend tot de belangrijkste voorbeelden van maniëristische renaissance-architectuur in de landen boven de Alpen. Daarnaast zijn ook zijn eigen huis in Wenen en het renaissancepaleis in Bučovice bekend.
Tijdens de regering van keizer Rudolf II verhuisde het keizerlijke Habsburgse hof van Wenen naar Praag. Rudolf had een relatie met een dochter van Jacopo, waarschijnlijk met Katharina Strada. Tijdens de regering van Rudolf nam Strada's invloed aan het hof af. In 1579 legde hij zijn functie neer en verhuisde hij terug naar Duitsland.
Hij trouwde met barones Ottilie Schenk von Roßberg, met wie hij twee kinderen kreeg, Katharina en Ottavio (1550-1612). Ottavio hielp zijn vader bij het werk aan het hof en kwam ten slotte in 1581 zelf in dienst als kunstexpert van Rudolf II.
- Bibliothèque nationale de France: cb14935149q (data)
- Catàleg d'autoritats de noms i títols de Catalunya: 981058530054106706
- Gemeinsame Normdatei: 118834320
- International Standard Name Identifier: 0000 0003 7620 2533
- Library of Congress Control Number: n89606351
- Nationale Bibliotheek van Tsjechië: mzk2011620811
- Nationale bibliotheek van Australië: 36036403
- Nationale Bibliotheek van Israël: 987007278268405171
- Nederlandse Thesaurus van Auteursnamen: 091340594
- RKD-Nederlands Instituut voor Kunstgeschiedenis: 316709
- Istituto Centrale per il Catalogo Unico: BVEV018022
- Système universitaire de documentation: 078874211
- Trove: 1195893
- Union List of Artist Names: 500025632
- Virtual International Authority File: 100216959
- WorldCat: E39PBJxxkyHVWvgpywVw43PYT3